# Rahva Hääl
Rahva Hääl (zu Deutsch Volksstimme) war während der sowjetischen Besetzung Estlands (1940/41 und 1944–1991) die wichtigste kommunistische Tageszeitung des Landes. Sie war das offizielle estnischsprachige Parteiblatt der Kommunistischen Partei Estlands (EKP) und das Verlautbarungsorgan der Regierung der Estnischen Sozialistischen Sowjetrepublik.

## Geschichte
Am 16./17. Juni 1940 besetzte die Rote Armee die Republik Estland. Die Gleichschaltung der estnischen Presse folgte unmittelbar darauf. Die neuen kommunistischen Machthaber ersetzten am 22. Juni 1940 die Zeitung Uus Eesti („Neues Estland“) durch Rahva Hääl. Wenige Wochen später wurde der Staat nach Scheinwahlen in Estnische Sozialistische Sowjetrepublik umbenannt und Teil der Sowjetunion. In der Zeit der deutschen Besetzung Estlands erschien die estnischsprachige Zeitung in der Sowjetunion.
Rahva Hääl war während der gesamten Zeit der Estnischen SSR das Presseorgan der EKP, Propagandablatt und Leitzeitung für das politische Leben in der Estnischen SSR. 1990 hatte das Blatt eine Auflage von 197.100 täglichen Exemplaren, die bis zur Einstellung auf 24.304 abnahm.
Mit dem Zusammenbruch der Sowjetunion und der Wiedererlangung der estnischen Unabhängigkeit wurde Rahva Hääl privatisiert. Die Zeitung erschien noch bis 1995. Durch die Vereinigung der Blätter Rahva Hääl, Hommikuleht und Päevaleht  entstand am 5. Juni 1995 Eesti Päevaleht, die heute nach Postimees die zweitgrößte politische Tageszeitung Estlands ist.